# Associació de Publicacions Periòdiques en Català
L’APPEC és l’associació d’Editors de Revistes i Digitals (Associació de Publicacions Periòdiques en Català). Una entitat sense ànim de lucre que agrupa els editors de revistes en català d'informació general i especialitzada que tenen una distribució i difusió dins de l’àmbit català. L’associació va néixer l'any 1983 arran de la iniciativa d'una quinzena de revistes impulsada per Ferran Mascarell.
L'any 2021 aglutinava més de 231 revistes i mitjans digitals associats escrits en llengua catalana, amb diferents periodicitats i temàtiques. Des de 2016, el seu president és Germà Capdevila, editor de la Revista Esguard.
Ha rebut reconeixements importants com el Premi Nacional de Comunicació, la Creu de Sant Jordi i el Premi Nacional Joan Coromines lliurat per la Coordinadora d'Associacions per la Llengua Catalana.
Algunes de les capçaleres que en formen part són Cuina, Descobrir, El Petit Sàpiens, El Temps, Enderrock, Esguard paper, L’Avenç, Món Empresarial, Piu Piu, Sàpiens, Serra d’Or, Time Out, Cavall Fort, El Tatano, 440 Clàssica o El Món d’Ahir.
En els últims anys l’APPEC ha posat en marxa campanyes com ‘Sigues lliure, llegeix’ per combatre la manipulació informativa i les fake news a través de la lectura de revistes i digitals en català. L’iQUIOSC.cat en ruta, la caravana de revistes que recorre el país per fer arribar les publicacions a petits pobles on no arriben per falta de punts de venda. Ha impulsat iniciatives com ‘T’agradarà llegir en català’ per fomentar la lectura amb la distribució de les publicacions a sales d’espera. També organitza els Premis de la Nit de les Revistes i la Premsa en Català, en què des de fa més de 20 anys es reconeix la tasca dels professionals de la comunicació i les publicacions del país.

## Activitats
- Nit de les Revistes i la Premsa en Català: L'APPEC celebra un cop l'any la Nit de les Revistes i la Premsa en Català, els premis del sector de les publicacions en català. Entre altres premis, es reconeix la Millor Publicació, Millor Reportatge i Millor Disseny editorial en Revista, Premsa i Digital. També s'atorguen els premis de la Junta de l’APPEC amb el Premi Comunicació, Premi Cultura i Premi Societat. La Nit està organitzada per l’APPEC, conjuntament amb l’Associació Catalana de Premsa Comarcal (ACPC) i, des de 2021, s'hi ha incorporat l’Associació Catalana d’Editors de Diaris (ACED).[9]
- Caravana de revistes iQUIOSC en ruta: Un quiosc mòbil que acosta les revistes a pobles petits o sense punts de venda de les publicacions i dinamitza l'activitat cultural dels municipis que visita. Un projecte de país amb què l’associació també vol plantar cara al despoblament i a les dificultats per accedir a la cultura.
- iQUIOSC.cat: L'única plataforma de premsa i diaris en català. El quiosc digital aglutina més de 160 publicacions que es poden llegir des del web iQUIOSC.cat o des de tauleta i mòbil amb les aplicacions per a iOS i Android. El 2020, durant el confinament, va oferir 1 mes gratuït d'accés a les revistes a través de la tarifa plana.[10]
- iQUIOSC Físic: És una mostra itinerant de les revistes amb la possibilitat de comprar-ne exemplars o de subscriure-s'hi. L'Associació participa en les principals fires i esdeveniments com Sant Jordi, La Setmana del Llibre en Català o la Plaça del Llibre de València. I a més de portar-hi les revistes, sovint organitza activitats al voltant de les revistes per donar-les a conèixer al públic.
- Capsules.cat: L’APPEC organitza breus sessions de formació enfocades a la millora de la formació i actualització de coneixements en l’àmbit de la comunicació, el màrqueting i la generació de continguts per als professionals de revistes i mitjans de comunicació.
- El Podcast de les Revistes: El 2021 l’APPEC va posar en marxa un podcast que apropa la cultura en sentit ampli de la mà d’una revista convidada. Un programa dedicat als continguts de les publicacions conduït per l'escriptora i actriu Estel Solé. Es tracta d’un espai de trobada en què diferents capçaleres de l’associació aborden qüestions que tracten habitualment a les pàgines de les seves publicacions o digitals. El Podcast de les Revistes està disponible a Spotify, Apple Podcast,  Amazon Music i Google Podcast[Enllaç no actiu].